# Suemus tibelliformis
Suemus tibelliformis là một loài nhện trong họ Philodromidae.
Loài này thuộc chi Suemus. Suemus tibelliformis được Eugène Simon miêu tả năm 1909.